# Suzy Solidor

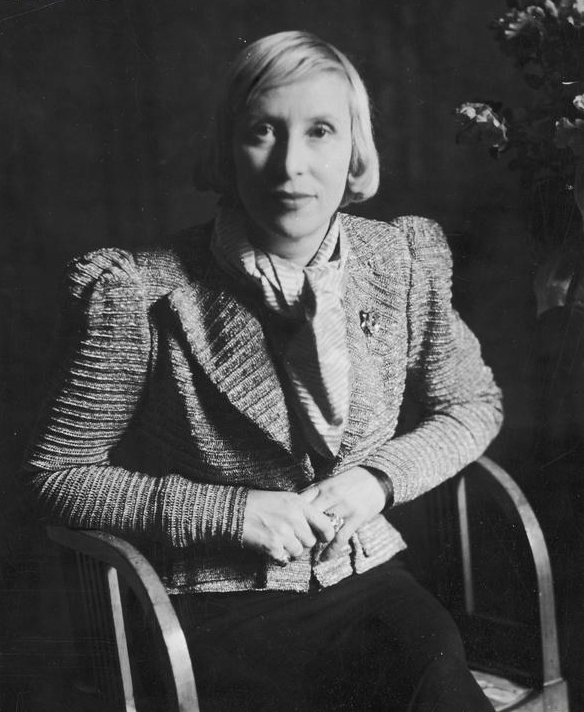
Suzy Solidor (1938)

Suzy Solidor (* 18. Dezember 1900 in Saint-Servan bei Saint-Malo; † 30. März 1983 in Nizza) war eine französische Sängerin. Ihr Geburtsname lautet Suzanne Louise Marie Marion, nach der Heirat ihrer Mutter im Jahr 1907 war ihr eigentlicher Name Suzanne Rocher.

## Leben
In den 1920er-Jahren zog sie nach Paris und arbeitet zunächst als Mannequin unter anderem für Lanvin. Sie befreundet sich mit der damals bekannten Antiquitätenhändlerin und Verlegerin Yvonne de Brémond d’Ars. Beide waren in der „Pariser Szene“ ein oft gesehenes Paar. Zunehmende Bekanntheit erlangte sie als Chansonsängerin auch aufgrund ihrer tiefen Stimme und der androgynen Erscheinung. 1933 eröffnete sie ihren ersten Nachtclub „La Vie Parisienne“ in der Rue Sainte-Anne. Ihr Repertoire waren vor allem Marinelieder. Aufmerksamkeit erregten ihre lesbischen Liebesbeziehungen. Solidor trat in mehreren Filmen als Schauspielerin auf. Ihr Nachtclub entwickelte sich zu einem beliebten Treffpunkt der Pariser Gesellschaft, insbesondere in Künstlerkreisen. Im Zweiten Weltkrieg wurde ihr Club von den Besatzungssoldaten der Wehrmacht aufgesucht, unter anderem sang sie eine französische Variante des bekannten Liedes Lili Marleen. Wegen dieser Vorkommnisse wurde ihr nach Kriegsende von der Commission d’Épuration der Vorwurf der Kollaboration gemacht.
Solidor ging dann kurzzeitig in die USA, kehrte aber bereits 1947 nach Paris zurück und eröffnete den Club „Chez Suzy Solidor“ in der Rue Balzac. Um 1960 zog sie sich an die Côte d’Azur nach Cagnes-sur-Mer zurück und bewohnte ein Haus am Schlossplatz im mittelalterlichen Stadtteil Le Haut de Cagnes. Dort trat sie noch bis 1967 in ihrem dortigen privaten Club auf und betrieb bis zum Lebensende einen Antiquitätenladen.
Solidor werden zahlreiche Beziehungen sowohl zu bekannten Männern als auch zu Frauen nachgesagt. In ihren Nachtclubs hingen Porträts zahlreicher berühmter Maler wie Pablo Picasso, Georges Braque, Raoul Dufy, Marie Laurencin, Francis Picabia, Kees van Dongen, Moise Kisling, Jean Cocteau und Tamara de Lempicka. Einen Teil ihrer Sammlung, die einst rund 280 Bilder umfasste, vermachte sie 1973 testamentarisch der Stadt Cagnes-sur-Mer. Eine Auswahl von rund 40 Werken kann dort im Schloss Grimaldi besichtigt werden. Auf der Website der Gemeinde sind einige dieser Bilder abgebildet.
Ihr Grab befindet sich auf dem alten Friedhof von Cagnes-sur-Mer.

## Aufnahmen
- Suzy Solidor 1933-1952. ANTHOLOGIE, 36 Chansons (Frémeaux & Associés; 2005).